# Newman-Nunatakker
Die Newman-Nunatakker sind eine Gruppe von Nunatakkern im ostantarktischen Enderbyland. Sie ragen auf halbem Weg zwischen den rund 40 km auseinanderliegenden Napier Mountains im Osten und den Aker Peaks im Westen auf.
Norwegische Kartographen kartierten sie grob anhand von Luftaufnahmen der Lars-Christensen-Expedition 1936/37. Luftaufnahmen der Australian National Antarctic Research Expeditions aus den Jahren 1956 und 1960 dienten einer neuerlichen Kartierung. Das Antarctic Names Committee of Australia benannte die Nunatakker nach Alan J. Newman, leitender Dieselaggregatmechaniker auf der Mawson-Station im Jahr 1961.